# 曽我鍛
曽我 鍛（そが きたう/きとう、1879年（明治12年）7月15日 - 1959年（昭和34年）12月28日）は、日本の編集者、作家、記者。通称はきたえ。号は正堂、黄塔、鬼塔、青銅散士など。

## 来歴
1879年7月15日、愛媛県西宇和郡布喜川村（現在の西予市三瓶町鴫山）に生まれる。1901年旧制松山中学校卒業、1905年7月早稲田大学文学部卒業。同年9月に帝国大学史料編纂係となる。1906年帝国大学編纂係を依願退職、同年3月に三井家史料編纂の嘱託となる。1911年、病気療養のため三井家史料編纂嘱託を依願退職、帰郷する。帰郷後、療養中に双岩村の委嘱により村誌編集にあたる。
1913年4月、伊予日々新聞（柳原極堂経営）の主筆となる。正々堂々の論陣を張り、同紙の声価を高め県民に親しまれた。また、同誌を運営していた柳原極堂とは、伊予日々新聞の廃刊（1927年）まで苦楽を共にした。1914年4月23日、景浦直孝や西園寺源透らと共に伊予史談会の創立に参加。1915年7月から季刊『伊予史談』の編集主任となり、創刊から1945年7月までの35年間にわたり編集主任を務めた。1918年、『双岩村誌』を完成させる。
1917年、大阪毎日新聞社松山通信部主任となる。1920年11月、愛媛青年処女協会を創立して『青年と処女』（後に『我らの愛媛』に改題）を創刊。1933年大阪毎日新聞松山支局長となるも、翌年退職。
1932年2月4日、新渡戸稲造が松山で行ったオフレコの記者会見で「わが国を滅ぼすのは共産党と軍閥である」と発言したと海南新聞（戦前統合されて現在の愛媛新聞となった）が報道したことに対して誤報であると主張。愛媛県在郷軍人会が攻撃した松山事件でも新渡戸稲造の擁護記事を執筆した。
大本貞太郎と松山青年会を結成したり、三並良らと第二維新連盟で活動したり、森盲天外らと社会問題研究会を結成したり、高須峯三・井上要らと都市問題研究会を結成したりするなど、様々な活動を行った。ローマ字普及活動にも加わった。
戦後は双岩村民生委員、双岩村農地委員会長、双岩村村会議員選挙管理委員長などを歴任した。1959年12月28日死去。享年81。

## 著書
- 『予陽叢書』(松山叢談、宇和旧記など9編の翻刻出版)
- 『井上要翁伝』 伊予鉄電社友会館維持会、1953年
- 『郷土伊予と伊予人』
- 『子規と漱石』

など。